# Jazz’n’more
Jazz’n’more (Eigenschreibweise: JAZZ’N’MORE) ist eine Schweizer Zeitschrift, die sich mit Themen aus Jazz, Blues und verwandten Musikgenres beschäftigt.
Jazz’n’more wurde 1996 von Robi Weber und Urs Frey auf Initiative des 2012 verstorbenen Jazzmusikers und Journalisten Kurt Weil unter dem Namen Jazz gegründet. 1999 stieg der international bekannte Mode- und Werbefotograf Peewee Windmüller ein und vollzog einen grafischen und redaktionellen Relaunch. 2000 übernahm Peewee Windmüller die Geschäftsführung mit einem neuen Konzept unter dem Titel Jazz’n’more. Ende 2000 übernahmen Peewee Windmüller und seine Frau, die Grafikerin Theres Windmüller (Creative Director), das zweimonatlich erscheinende Jazz- und Bluesmagazin vollumfänglich.
Inhaltlich beschäftigt sich die Zeitschrift mit Themen aus Jazz, Blues und verwandten Musikgenres, wie Neue Musik. Zur Redaktion Jazz gehören u. a. Ruedi Ankli, Pirmin Bossart, Luca D’Alessandro, Gino Ferlin, Silvano Luca Gerosa, Reiner-Martin Kobe, George Modestin, Christian Rentsch, Jürg Solothurnmann, Phil Stöckli, Christof Thurnherr, Steff Rohrbach und Thomas Meyer. Chefredaktoren sind Peewee Windmüller und Christof Thurnherr, Chefredaktor Blues ist Marco Piazzalonga.